# DA!DA!DA!PUMP
『DA!DA!DA! PUMP』（ダ！ダ！ダパンプ）は、1998年4月〜1998年9月にTBSで毎週火曜未明に放送されていたDA PUMPがMCを務めた深夜バラエティ番組である。

## 概要
「DA!DA!DA!PUMP」時代はDA PUMPが毎週ロケに出向き、様々な物事にチャレンジを挑む企画を中心に放送。その後番組は火曜深夜25時25分に移動したと同時に「くえない奴」や「文舞両道」と幾度と改題し、司会に光浦靖子を迎え、DA PUMPと毎週ゲストがクイズやゲームで対戦する番組にシフトチェンジ。当時、大人気だった「SMAP×SMAP」のような番組を目指していた(タイトルはパパパパパフィーを意識している)。 

## 出演者
- DA PUMP
- 光浦靖子 - MC
- 広重玲子 - 当時TBSアナウンサー

## ゲスト
- ダチョウ倶楽部
- 渡嘉敷勝男
- 内山信二
- なべやかん
- 神取忍

## テーマソング
- 「ごきげんだぜっ! 〜Nothing But Something〜」
- 「Heart Edge itching」
- 「Joyful」
- 「Crazy Beat Goes On!」

## スタッフ
- 制作協力：ゴッズダイナミックワールド
- プロデューサー：阿部龍二郎
- 制作著作：TBS